# Dendryphiella vinosa
Dendryphiella vinosa är en svampart som först beskrevs av Berk. & M.A. Curtis, och fick sitt nu gällande namn av Reisinger 1968. Dendryphiella vinosa ingår i släktet Dendryphiella och familjen Pleosporaceae.   Inga underarter finns listade i Catalogue of Life.